# Campionati mondiali di sollevamento pesi 2019 - 71 kg femminile
Le gare di sollevamento pesi della categoria fino a 71 kg femminile — pesi massimi leggeri — dei campionati mondiali del 2019 si sono svolte il 23 settembre 2019 a Pattaya presso l'Eastern National Sports Training Center.

## Programma
L'orario indicato corrisponde a quello thailandese (UTC+07:00)
| Data              | Orario | Evento   |
| ----------------- | ------ | -------- |
| 23 settembre 2019 | 12:00  | Gruppo B |
| 23 settembre 2019 | 17:55  | Gruppo A |

## Medagliate
Per ciascun esercizio, le prime tre classificate sono le seguenti:
| Esercizio | Oro           | Oro    | Argento       | Argento | Bronzo        | Bronzo |
| --------- | ------------- | ------ | ------------- | ------- | ------------- | ------ |
| Strappo   | Katherine Nye | 112 kg | Kim Hyo-sim   | 110 kg  | Mattie Rogers | 106 kg |
| Slancio   | Katherine Nye | 136 kg | Mattie Rogers | 134 kg  | Emily Godley  | 126 kg |
| Totale    | Katherine Nye | 248 kg | Mattie Rogers | 240 kg  | Kim Hyo-sim   | 230 kg |

## Record
Prima di questa competizione, i record mondiali esistenti erano i seguenti:
| Record mondiale | Strappo | Mondiale standard | 117 kg | —                     | 1º novembre 2018 |
| Record mondiale | Slancio | Zhang Wangli      | 152 kg | Aşgabat, Turkmenistan | 6 novembre 2018  |
| Record mondiale | Totale  | Zhang Wangli      | 267 kg | Aşgabat, Turkmenistan | 6 novembre 2018  |

## Risultati
| Pos. | Atleta                      | Gr. | Peso atleta | Strappo (kg) | Strappo (kg) | Strappo (kg) | Strappo (kg) | Slancio (kg) | Slancio (kg) | Slancio (kg) | Slancio (kg) | Totale |
| Pos. | Atleta                      | Gr. | Peso atleta | 1            | 2            | 3            | Pos.         | 1            | 2            | 3            | Pos.         | Totale |
| ---- | --------------------------- | --- | ----------- | ------------ | ------------ | ------------ | ------------ | ------------ | ------------ | ------------ | ------------ | ------ |
|      | Katherine Nye (USA)         | A   | 70.75       | 106          | 107          | 112          |              | 131          | 136          | 141          |              | 248    |
|      | Mattie Rogers (USA)         | A   | 70.75       | 103          | 106          | 108          |              | 130          | 134          | 137          |              | 240    |
|      | Kim Hyo-sim (PRK)           | A   | 65.85       | 106          | 110          | 113          |              | 120          | 125          | —            | 6            | 230    |
| 4    | Emily Muskett (GBR)         | A   | 70.40       | 94           | 97           | 100          | 4            | 124          | 126          | 131          |              | 226    |
| 5    | Anastasia Anzorova (RUS)    | A   | 70.60       | 95           | 99           | 102          | 5            | 120          | 126          | 128          | 7            | 219    |
| 6    | Maya Laylor (CAN)           | A   | 70.90       | 94           | 97           | 97           | 7            | 120          | 124          | 126          | 4            | 218    |
| 7    | Yekaterina Bykova (KAZ)     | A   | 70.85       | 88           | 91           | 93           | 10           | 117          | 120          | 124          | 8            | 211    |
| 8    | Kristel Macrohon (PHI)      | A   | 70.90       | 90           | 95           | 95           | 12           | 120          | 125          | 125          | 5            | 210    |
| 9    | Ecaterina Tretiacova (MDA)  | A   | 70.50       | 88           | 92           | 94           | 8            | 110          | 114          | 116          | 10           | 208    |
| 10   | Nicole Rubanovich (ISR)     | A   | 70.70       | 93           | 96           | 98           | 6            | 105          | 108          | 111          | 14           | 204    |
| 11   | Jolanta Wiór (POL)          | A   | 70.90       | 91           | 91           | 93           | 9            | 111          | 111          | 111          | 11           | 204    |
| 12   | Nadia Yangui (CAN)          | B   | 68.85       | 83           | 86           | 89           | 14           | 110          | 114          | 117          | 9            | 203    |
| 13   | Gintarė Bražaitė (LTU)      | B   | 69.95       | 88           | 90           | 90           | 11           | 105          | 110          | 114          | 12           | 200    |
| 14   | Sally Bennett (GBR)         | B   | 68.75       | 89           | 92           | 92           | 13           | 107          | 107          | 112          | 15           | 196    |
| 15   | Marina Ohman (ISR)          | B   | 70.05       | 84           | 88           | 90           | 15           | 99           | 102          | 104          | 19           | 192    |
| 16   | Elham Hosseini (IRI)        | A   | 70.70       | 83           | 90           | 91           | 21           | 103          | 108          | 112          | 13           | 191    |
| 17   | Yasmin Zammit Stevens (MLT) | B   | 69.45       | 82           | 85           | 85           | 18           | 102          | 105          | 107          | 17           | 190    |
| 18   | Nina Rondziková (SVK)       | B   | 68.70       | 80           | 84           | 84           | 20           | 100          | 104          | 106          | 16           | 190    |
| 19   | Lijana Jakaitė (LTU)        | B   | 68.80       | 81           | 84           | 85           | 17           | 100          | 104          | 108          | 18           | 189    |
| 20   | Simona Hertlová (CZE)       | B   | 70.50       | 84           | 87           | 87           | 19           | 102          | 105          | 107          | 20           | 186    |
| 21   | Julie Nielsen (DEN)         | B   | 69.15       | 82           | 85           | 87           | 16           | 95           | 99           | 99           | 23           | 182    |
| 22   | Mette Pedersen (DEN)        | B   | 70.60       | 80           | 80           | 83           | 22           | 92           | 96           | 98           | 22           | 176    |
| 23   | Katey Byrd (IRL)            | B   | 69.10       | 74           | 77           | 77           | 24           | 94           | 97           | 100          | 21           | 174    |
| 24   | Abrisham Arjomandkhah (IRI) | B   | 67.75       | 73           | 77           | 81           | 23           | 93           | 98           | 99           | 24           | 170    |